# Utnäsuddens övärld
Utnäsuddens övärld är ett naturreservat i Jäts socken i Växjö kommun och Urshults socken i Tingsryds kommun i Småland (Kronobergs län).
Reservatet är 1 500 hektar stort och avsattes som skyddat område 1995. Det består förutom av själva halvön Utnäs även av ett antal öar i sjön Åsnen där Harö, Stora Almö samt Lilla Almö är de största. Reservatet är Kronobergs läns största naturreservat och omfattar, förutom delar av sjön, strandnära ädellövskog, fågelområde, våtmarker och en vacker övärld.

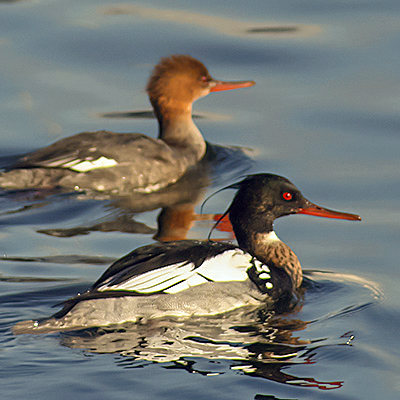
Småskrakepar

Ädellövskogen på Utnäshalvön består av mest ek medan skogen på Almöarna består mest av alm. På Harö är det mest barrskog. 
Inom reservatet häckar fiskgjuse, lärkfalk, bivråk, duvhök, storlom, småskrake och mindre hackspett. På vintern syns även havs- och kungsörn.
I stora delar av reservatet råder tillträdesförbud under vissa delar av året för skydda de störningskänsliga fåglarna. 